# Элези, Агон
Агон Элези (макед. Агон Елези; род. 1 марта 2001, Скопье) — северомакедонский футболист, полузащитник боснийского клуба «Сараево» и сборной Северной Македонии.

## Клубная карьера
Элези — воспитанник клубов «Работнички», «Шкупи», английской академии Брук Хаус Колледж из Лестершира и французского «Кана». 3 мая 2017 года в матче против «Ренова» он дебютировал за «Шкупи» в чемпионате Северной Македонии.
Летом 2018 года стал игроком Влазрими 77. В августе 2019 года перешёл в албанский «Скендербеу». 24 октября в поединке против «Партизани» Агон дебютировал за новый клуб.
В 2020 году перешёл в хорватский «Вараждин». 27 сентября в матче против «Хайдука» Элези дебютировал в чемпионате Хорватии. 12 мая 2021 года в поединке против загребского «Динамо» он забил первый гол за «Вараждин».
Зимой 2024 стал игроком немецкого клуба «Бохум», подписав трёхлетний контракт.

## Международная карьера
23 сентября 2022 года в матче Лиги Наций УЕФА против сборной Грузии Элези дебютировал за сборную Северной Македонии.

## Достижения
«Вараждин»
- Чемпион Второй лиги Хорватии: 2021/2022